# 柿内愼市
柿内 愼市（かきうち しんいち、1944年10月29日 - ）は、日本の銀行家。徳島大正銀行元取締役会長。

## 経歴
- 1967年
  - 3月 - 香川大学経済学部卒業
  - 4月 - 徳島相互銀行（現・徳島銀行)入行。
- 1991年
  - 2月 -  徳島銀行人事部長兼総合企画部付部長（秘書室長）に就任。
  - 6月 -  同取締役人事部長兼総合企画部付部長（秘書室長）に就任。
- 1994年3月 - 同常務取締役人事部長に就任。
- 1997年6月 - 同専務取締役人事部長に就任。
- 1998年6月 - 同専務取締役に就任。
- 1999年4月 - 同専務取締役総合企画本部長に就任。
- 2005年6月 - 徳島県経営者協会会長に就任。
- 2003年6月 - 徳島銀行代表取締役頭取に就任。
- 2010年4月 - トモニホールディングス代表取締役社長兼CEOに就任。
- 2011年6月 - 徳島銀行代表取締役会長に就任。
- 2013年6月 - トモニホールディングス代表取締役会長に就任[1]。
- 2016年4月6日 - 大正銀行代表取締役会長に就任[2]。
- 2018年6月 -大正銀行の代表権のない取締役会長となり、トモニホールディングスの取締役を退任。
- 2020年
  - 1月 - 徳島大正銀行代表取締役会長に就任。
  - 6月 - 徳島大正銀行の代表権のない取締役会長となる。
- 2022年6月 -徳島大正銀行の取締役を辞任。相談役に就任。